# 제13호 과학위성 히텐
히텐(영어: Hiten, 일본어: ひてん, IPA: [hiteɴ],MUSES-A로도 알려져 있다)은 뮤세스 계획의 일부로써, 우주과학연구소가 만들어 1990년 1월 24일 발사한 우주 탐사선이다. 히텐은 일본 최초의 달 탐사선이었으며, 미국과 소련을 제외한 다른 국가에서 발사된 최초의 달 탐사선이었다.
히텐은 원지점이 47만 6천 킬로미터인 타원 궤도로 들어가 달을 지나칠 계획이었지만, 속도가 50m/s만큼 부족하여 고도 29만 킬로미터에 원지점을 형성했다. 추후 결함이 수정되자 탐사선은 다시 임무를 재개했다.
첫 번째 달 접근 통과 때, 히텐은 작은 궤도선인 하고로모(영어: Hagoromo, 일본어: はごろも)를 달 궤도로 진입시켰다. 하고로모의 통신기는 작동하지 못했지만, 궤도는 지상에서 확인되었다. 1991년 3월 19일 8번째 접근 통과 후, 히텐은 공력제동 기술을 성공적으로 시험해 보았다. 1991년 3월 30일 9번째 접근통과 후 2번째 공력제동까지 마친 후, 탐사선의 주요 임무는 종료되었다.

## 첫 번째 탄도형 달 궤도 진입
히텐의 주요 임무가 종료된 이후, 탐사선은 엔진 분사를 거의 필요로 하지 않는 임시 탄도형 전이 궤도로 진입했다. 위성을 달로 보내는 데 이 기술이 사용된 것은 이 때가 처음이었다. 1991년 8월 2일, 히텐은 임시 달 궤도로 진입하는 데 성공하였다.
그 이후, 히텐은 먼지 입자들을 감지하기 위해서 L4와 L5 라그랑주 점을 통과했다. 히텐에 실려있던 유일한 과학 장비는 "무니치 먼지 계측기"(MDC)였고, 이 기기로 검출한 결과 L4와 L5 지점에 있는 먼지의 농도는 일반적인 먼지의 농도와 크게 다르지 않았다. 1993년 2월 15일, 히텐은 영구적인 달 궤도로 진입했고, 1993년 4월 10일 남위 34° 18′ 동경 55° 36′ / 남위 34.3°  동경 55.6°  지점에 고의적으로 충돌할 때까지 궤도를 돌았다.
히텐 탐사 계획을 연장시키는 데 필요한 탄도형 전이 방법은 제트 추진 연구소의 에드워드 벨브루노가 제안했다. 벨브루노는 탐사선의 기술적 문제를 고려하여 새로운 달 전이 궤도를 설계했다. 또한 벨브루노는 달 궤도에 진입할 수 있는 새로운 탄도형 전이 궤도를 개발했고, 1990년 6월 21일에는 일본 우주국에 요청하지도 않았던 제안 내용을 보냈다. 답변은 긍정적이었으며, 나중에는 그 제안 속에 들어있던 내용이 구현되기도 하였다.

## 같이 보기
- 가구야 - 일본의 달 탐사 (2007년)
- 하야부사 - 일본의 소행성 탐사 (2010년)
- 아카츠키 - 일본의 금성 탐사 (2010년)